# Ichigo Channel
Ichigo Channel (べるぜバブ?) es un manga shōjo japonés creado por Mimi Tajima.

## Historia
Ichiko nunca tuvo interés en la Tv. Pero un día ella es secuestrada en su tienda local por un ladrón que la toca inapropiadamente. Ella reacciona golpeadolo, quitándole su sombre y descubriendo que en realidad es la estrella Kanazaki. Sin saberlo ella accidentalmente se metió en medio de la filmación de una escena. Casi instantáneamente, él toma un gusto por ella, e incluso trata de besarla durante un encuentro. Sin embargo Kanazaki no es el único que tenía el ojo fijo en ella.
Ella también es descubierta, por el gerente de una compañía de ídolos, Tendou, y el desea que ella y su hermano menor Ken, sean parte de una nueva banda de chicos llamada TRIJET. El único problema es que Ichiko es una chica, pero debido a la insistencia de su hermano en convertirse una celebridad, ella termina aceptando y se una a la banda de chicos. 
La cosa se pone fea, cuando en el día de la filmación del anuncio de TRIJET ella es presentada con el tercer y último miembro de la banda quien resulta ser Kanzaji. Afortunadamente él no la reconoció en su disfraz de chico, pero él instantáneamente toma un desagrado por el Ichiko masculino, y debido a su trato con Tendou, ella no puede decirle realmente que es la chica que intento besar.

## Personajes
- Ichiko Morisata (a.k.a Númbero 1 en TRIJET, Ichigo)

Ichiko es la única chica en TRIJET conocida como Número 1 disfrazada de muchacho. Ella se ha enamorado de Tooru bajo el nombre de Ichigo(frambuesa) pero tiene que mantener el secreto de su verdadera identidad.
- Ken Morisata: (a.k.a Número 2 en TRIJET)

Ken es el hermano menor de Ichiko y uno de los miembros de TRIJET conocido como Número 2. Él puede ser un poco egoísta y descuidado, pero él realmente se preocupa por su hermana.
- Tooru Kanzaki:

Tooru es uno de los miembros de TRIJET y una famosa estrella de pop. El se mira como un tipo actrativo quien no desea hablar con nadie, pero él va enseñando su interés conforme se va enamorando de Ichigo.
- Sousuke Miyauchi:

Es un cantante que toca la guitarra y aparentemente le gusta "Ichigo".
- Tendou Hitoshi:

Tendou es el gerente de TRIJET y fue el que deseo formar la banda. Le gusta ser sarcástico, extremo e irresponsable a veces, pero el realmente se preocupa por su banda, a veces se comporta como el mentor de Ichiko(en el capítulo 13, ella dice que es como su papá) y realmente se preocupa por sus sentimientos y salud.